# Uffe Pedersen
Uffe Pedersen (født 21. marts 1954) er en dansk fodboldtræner og tidligere fodboldspiller. Han har af flere omgange været cheftræner for OBs førstehold, og er i dag talentchef i OB.

## Klubber som spiller
- Ungdom: Otterup B&I
- 1972-1974: Otterup B&I
- 1974-1977: OB
- 1977: Vancouver Whitecaps FC
- 1977-1984: OB

## Klubber som træner
- 1984-1985: B 1913 (assistent)
- 1986-1988: OKS
- 1989-1991: OB (assistent)
- 1991-1994: B 1913
- 1994-1995: OKS
- 1995-1999: Dalum IF
- 1999-2001: AC Horsens
- 2001-2002: OB (assistent)
- 2002-2004: OB
- 2007-2010: Danmarks U/21-fodboldlandshold (assistent)
- 2010: OB (midlertidig cheftræner)